# Goat Mountain
Pour les articles homonymes, voir Goat.
Goat Mountain est un sommet volcanique des monts Chisos, aux États-Unis. Il culmine à 1 410 mètres d'altitude dans le comté de Brewster, au Texas. Il est protégé au sein du parc national de Big Bend.